# Fiachra Trench
Fiachra Terence Wilbrah Trench (Dublin, 7 september 1941) is een Ierse muzikant, dirigent, arrangeur, songwriter en componist.

## Levensloop
Trench studeerde natuurwetenschappen aan Trinity College Dublin en orgel en compositie aan de Royal Irish Academy of Music. Hij vervolgde zijn muziekstudies aan de University of Georgia en vervolgens in Cincinnati, waar hij zijn masterdiploma behaalde. Een beurs van de Arts Council of Ireland stelde hem in staat verder te studeren aan de Guildhall School of Music and Drama in Londen.
Van 1969 tot 1991 werkte hij in Londen als componist, arrangeur, dirigent en muziekproducent. In 1992 keerde hij terug naar Ierland. Sindsdien werkt hij vooral als componist en arrangeur voor film- en televisieproducties. Naast verschillende BBC-documentaires werkte hij aan speelfilmsoundtracks met filmcomponisten als Shaun Davey, Michael Kamen en Hans Zimmer.
Trench heeft met veel rock-, pop- en folkmuzikanten gewerkt en arrangementen geschreven, waaronder Miquel Brown, Elvis Costello, Van Morrison, Evelyn Thomas, Kate Bush, The Corrs en The Chieftains.
Tijdens het Eurovisiesongfestival 1996 in Oslo orkestreerde Trench de enige Eurovisie-inzending van Frankrijk ooit uitgevoerd in de Bretonse taal, het lied Diwanit bugale van Dan Ar Braz & Héritage des Celtes. Trench was in de finale ook de muzikale leider van hun uitvoering van het nummer.

## Discografie

### Albums
- Organ Time (Major Minor Records, 1970)
- Classical Concepts met Brian Gulland, (KPM Music, 1986)
- Essential Classics - Vol. 1 (KPM Music, 1989)
- Essential Classics - Vol. 2 (KPM Music, 1990)
- Essential Classics - Vol. 3 (KPM Music, 1991)
- Pastorale (KPM Music, 1992)

## Filmografie
- Spies Inc. (1990)
- Moondance (1995)
- A Love Divided (1999)
- The Boys from County Clare (2003)